# Sant Gervasi-Galvany
Sant Gervasi-Galvany és un barri del districte de Sarrià - Sant Gervasi de Barcelona, delimitat per la Diagonal, avinguda de Sarrià, ronda del General Mitre, Balmes i la Via Augusta.
Inclou el Camp d'en Galvany, la urbanització del qual la va començar el 1866 Josep Castelló-Galvany i Quadras (1829-1880), amo de la finca de Can Galvany i que va donar els terrenys per a construir-hi el mercat de Galvany, situat al centre del barri entre els carrers de Santaló, Calaf, Amigó i Madrazo. Aquesta zona, en la divisió en barris aprovada el 1897 per l'Ajuntament de Sant Gervasi de Cassoles (municipi annexat a Barcelona el 1897) correspon aproximadament amb el barri de Lledó, que pren el nom de l'antic Mas Lledó, on avui hi ha els jardins de Moragas.

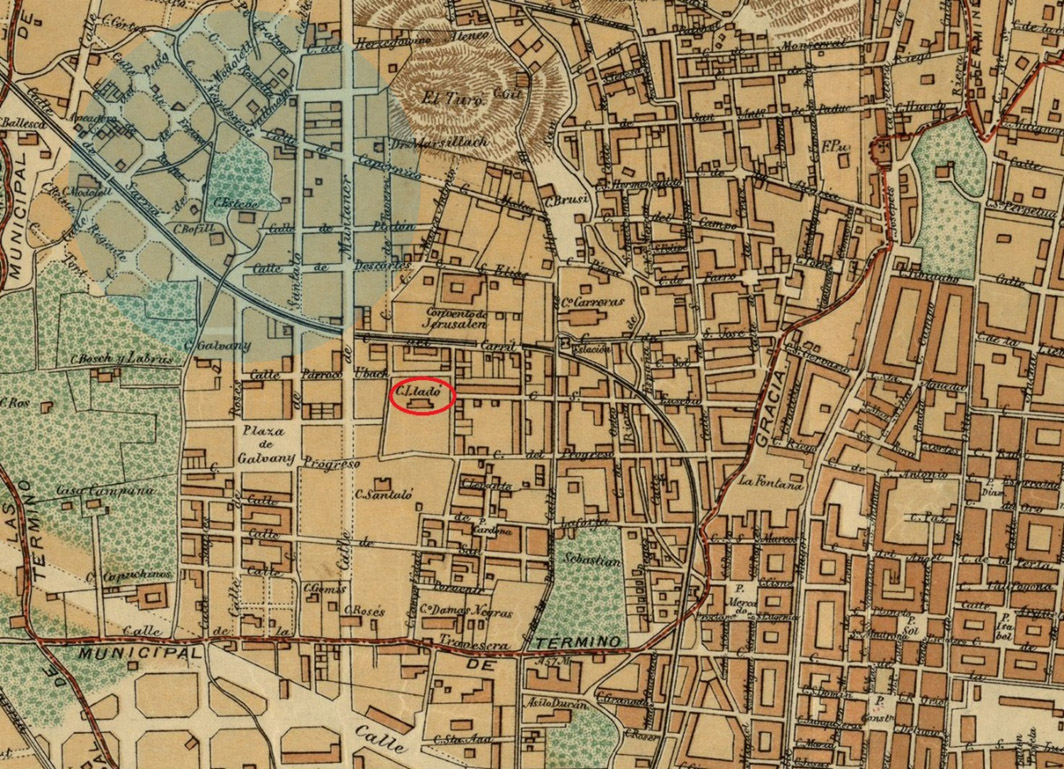
Plànol del 1890

La població del barri és majoritàriament de classe mitjana-alta i el nucli més antic es troba al voltant dels carrers de Sagués i d'Amigó. A partir de la dècada del 1950 s'hi van aixecar nombrosos edificacions, de les quals les més luxoses es troben entre el carrers de Muntaner i d'Alfons XII. Avui és un barri amb una gran vida nocturna per la gran quantitats de bars, restaurants i locals nocturns que hi ha especialment al voltant del carrer de Santaló i adjacents.